# トミー・シーモア
トミー・シーモア（Tommy Seymour、1988年7月1日 - ）は、スコットランドの元ラグビーユニオン選手。

## プロフィール
- アメリカ合衆国・ナッシュビル出身。
- ポジションはウィング(WTB)、フルバック(FB)。
- 身長 183cm、体重 93kg
- U19アイルランド代表に選ばれたことがある[1]。
- スコットランド代表通算キャップ数は55でワールドカップ2015・2019のスコットランド代表に選ばれた[2]。
- ブリティッシュ・アンド・アイリッシュ・ライオンズに選ばれたことがある[3]。
- 母はグラスゴー出身[4]。

## 略歴
アルスターを経て、2011年、グラスゴー・ウォリアーズに加入。
2021年、現役を引退した。